# Plumeria rubra
Plumeria rubra, de nombre común cacaloxóchitl, cacalosúchil, flor de mayo y franchipán, entre otros, es una especie del género Plumeria oriunda de México, América Central y Venezuela y ampliamente cultivada en zonas tropicales y subtropicales de todo el mundo,además de ser la Flor Nacional de Nicaragua.

## Descripción
P. rubra es un arbusto grande o arbolillo de 5 a 8 m (puede alcanzar hasta 25) de hoja caduca con tronco recto, escasa ramificación y copa abierta e irregular. Las hojas, de haz verde brillante y más pálido en el envés, se disponen en espiral en los ápices de las ramas. Son simples, de 15 a 30 cm de largo por entre 4 a 8 cm de ancho, lanceoladas o elípticas y de margen entero. Las flores hermafroditas surgen en panículas en las axilas de las hojas nuevas. Miden entre 15 a 30 cm, con sépalos verdosos y pétalos blancos con el centro amarillo pálido.
En cultivo las flores pueden ser amarillas, o en varios tonos de rosa o púrpura. Son muy fragantes. Los frutos son vainas glabras, alargadas (25 a 30 cm), pendulares, entre verde amarillentas a anaranjadas que contienen gran cantidad de semillas aladas de color pardo oscuro.
Plumeria rubra var. 'acutifolia' suele verse con más frecuencia que la especie, y tiene flores blanco crema, a veces rosadas, con el centro de un amarillo oscuro.

## Distribución y hábitat

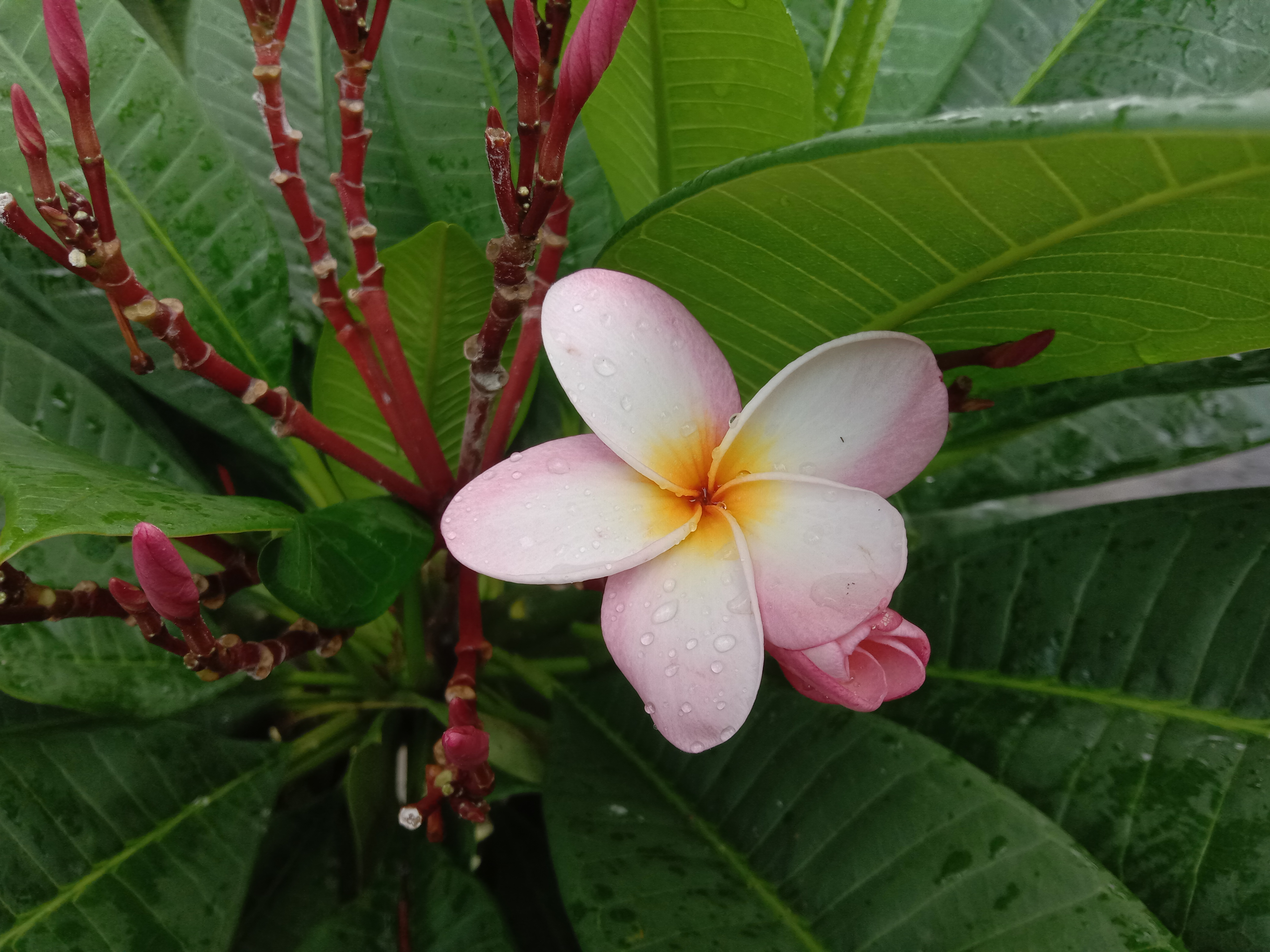
Flor de Plumeria rubra en Bengala Occidental, India.

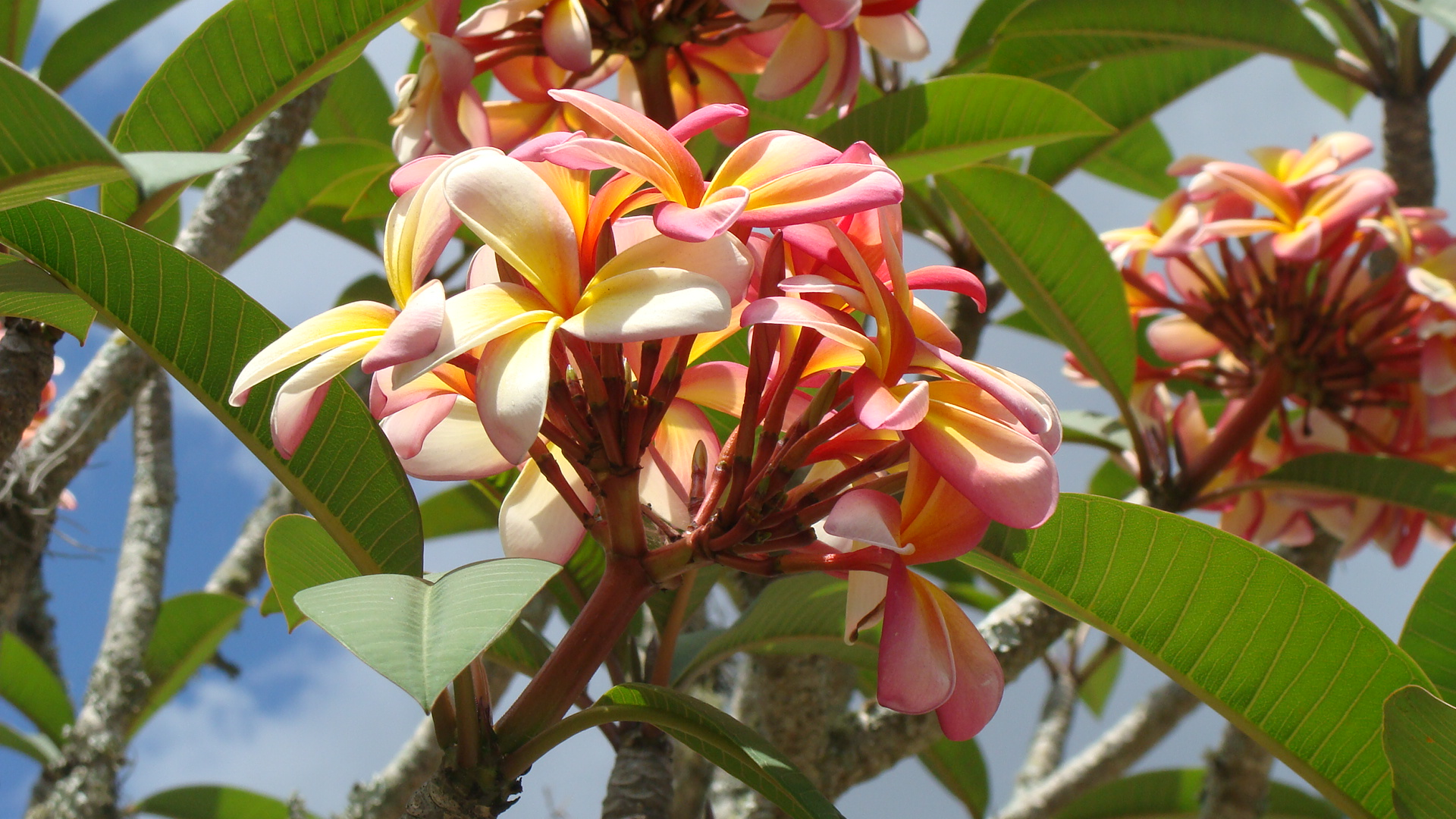
Ejemplar de Plumeria rubra, mostrando sus flores características.

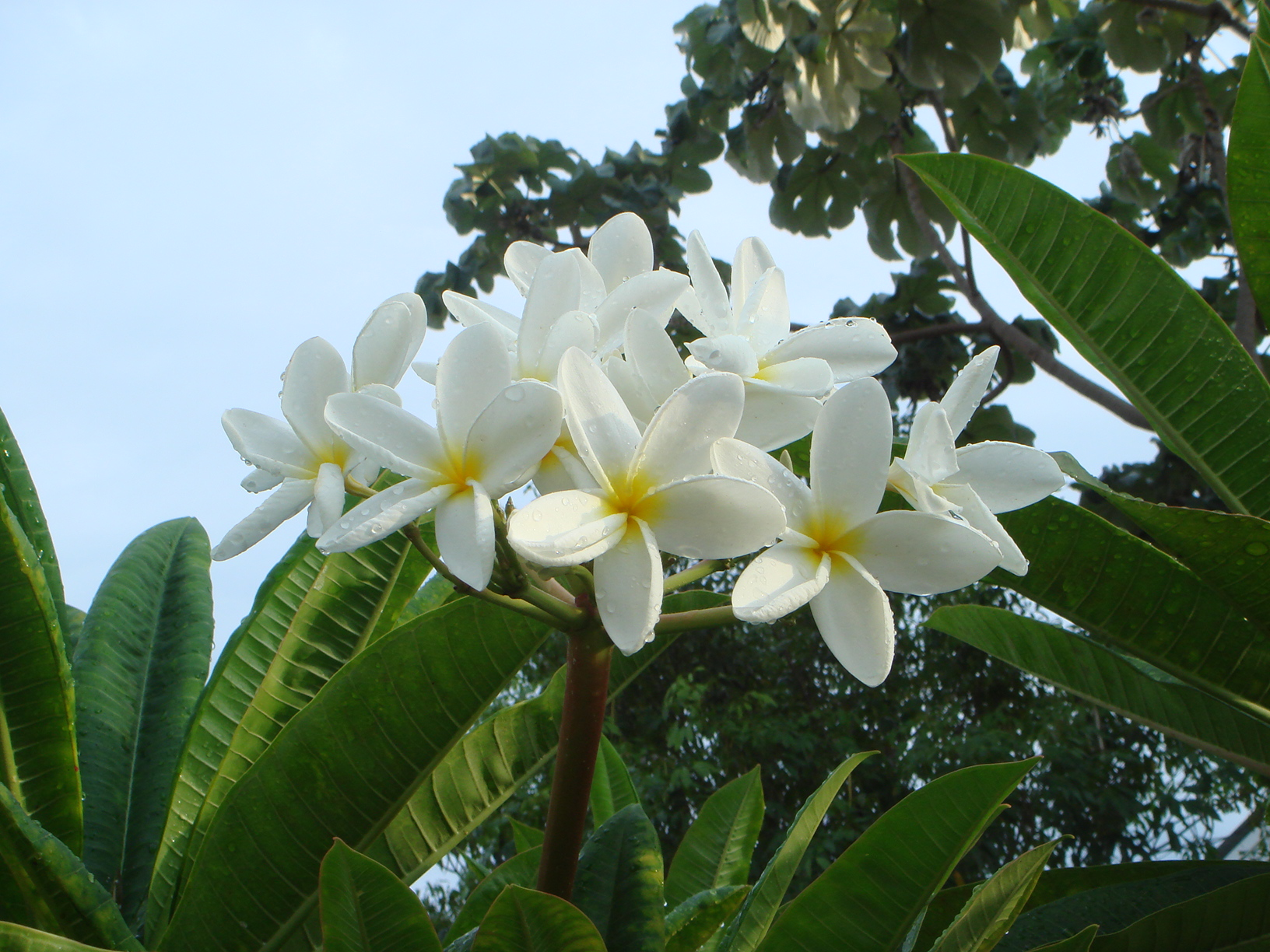
Plumeria rubra var. acutifolia.

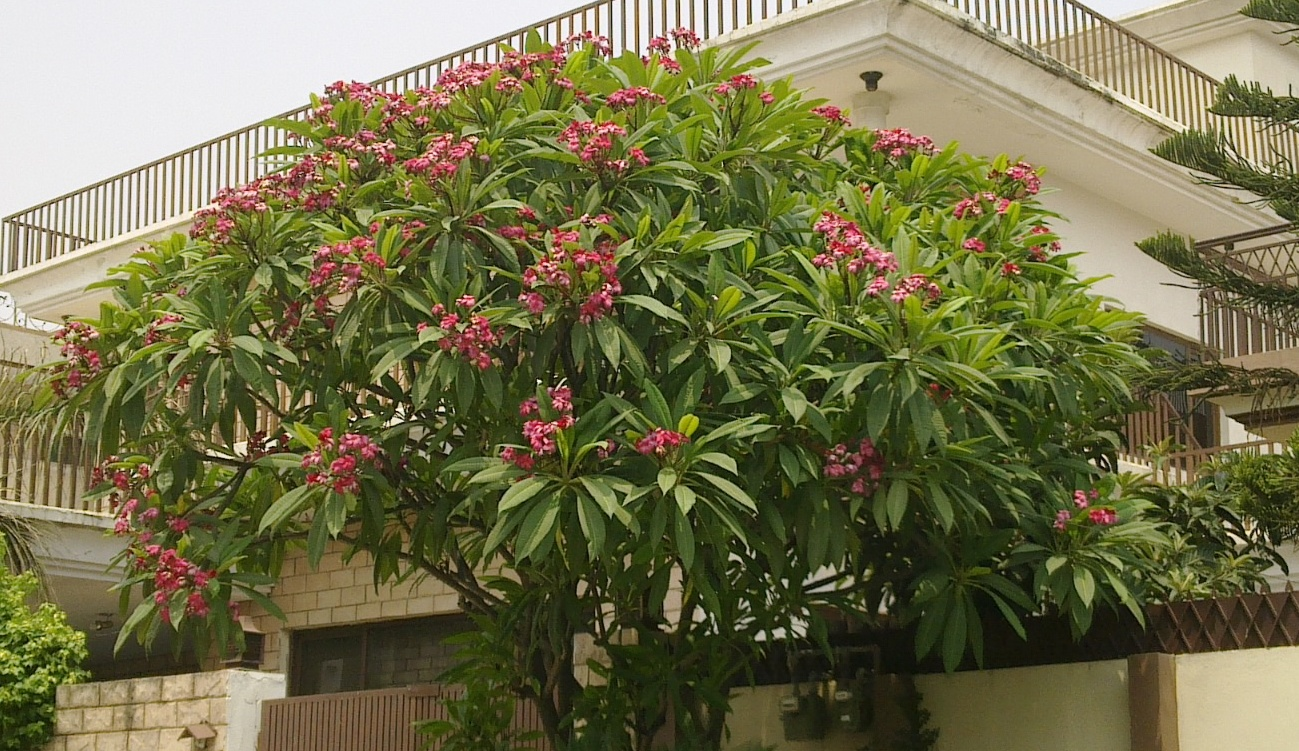
Árbol con flores rosas en Pakistán.

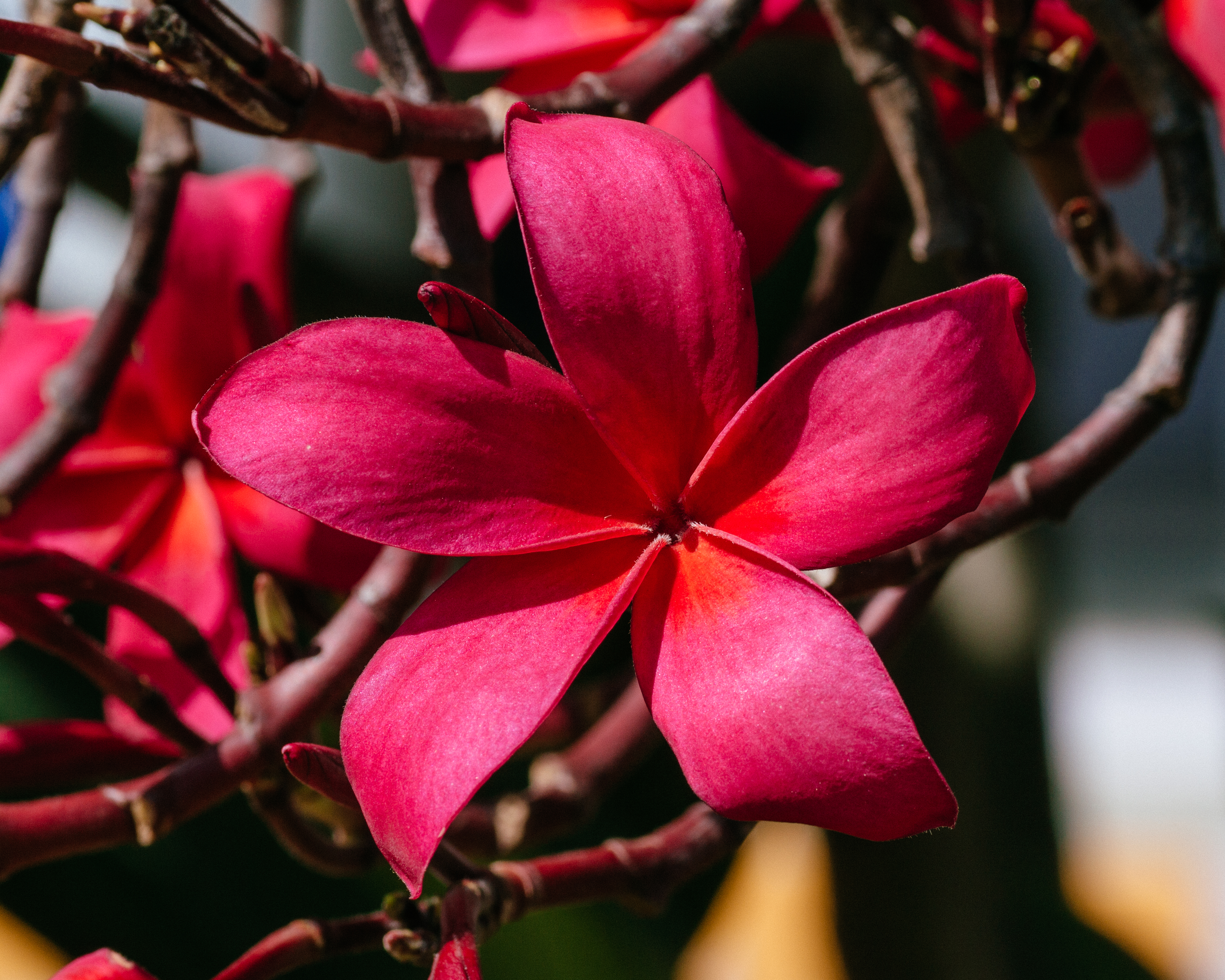
Frangipani rojo en Jamshedpur, India

De origen mesoamericano, se distribuye por México en Baja California Sur, Belice, Costa Rica, El Salvador, Guatemala, Nicaragua, Panamá, las Antillas, Paraguay, Perú, Venezuela, Colombia, Bolivia , Brasil y norte de Argentina. También se ha introducido su cultivo en Asia tropical y en Canarias. Habita bosques tropicales subperennifolios, caducifolios y subcaducifolios.

## Usos
El cacaloxóchitl encontró en Oriente (sobre todo la India) un lugar de preeminencia. Tanto para los budistas como para los musulmanes es símbolo de inmortalidad por su extraordinario poder en la producción de hojas y flores.
Se planta con profusión en la cercanía de los templos y de los cementerios. Las tumbas se cubren a diario de una inmensidad de flores frescas. Los seguidores del hinduismo usan las flores para hacer ofrendas votivas a sus dioses. Igualmente se usan para realizar alfombras florales que dan entrada a lugares sagrados. De ahí su nombre popular: Árbol del templo'.
Las variedades de Plumeria hibridan con facilidad por lo que a veces no es fácil saber si el ejemplar es rubra o acuminata.
Son plantas muy vistosas que pueden dar encanto a cualquier jardín tropical. Las ramas rotas exudan un látex blanco que es una de sus características.
El Servicio Forestal del Departamento de Agricultura de los Estados Unidos, USDA, clasifica la Plumeria rubra como una planta venenosa y advierte contra tocar o comer cualquier parte de la planta.
P. rubra posee fulvoplumierina, un antibiótico que inhibe el crecimiento de Mycobacterium tuberculosis. También se ha demostrado que la planta es antifúngica, antiviral, analgésica, antiespasmódica e hipoglucemiante.

## Taxonomía
Plumeria rubra fue descrita por Carlos Linneo y publicado en Species Plantarum 1: 209–210. 1753.
Etimología
Plumeria: nombre genérico que honra con su nombre a Charles Plumier, un botánico francés del siglo XVII que describió varias especies vegetales de la zona intertropical. 
frangipani con el que se conoce esta planta en varios idiomas se debe a un marqués italiano de este nombre, que creó en el siglo XVI un perfume a base de esta planta.[cita requerida]
Sinonimia
- Plumeria incarnata Mill., Gard. Dict. ed. 8: 2 (1768).
- Plumeria arborea Noronha, Verh. Batav. Genootsch. Kunsten 5(4): 23 (1790).
- Plumeria bicolor Ruiz & Pav., Fl. Peruv. 2: 21 (1799).
- Plumeria carinata Ruiz & Pav., Fl. Peruv. 2: 21 (1799).
- Plumeria lutea Ruiz & Pav., Fl. Peruv. 2: 21 (1799).
- Plumeria purpurea Ruiz & Pav., Fl. Peruv. 2: 20 (1799).
- Plumeria tricolor Ruiz & Pav., Fl. Peruv. 2: 20 (1799).
- Plumeria acuminata W.T.Aiton, Hortus Kew. 2: 70 (1811).
- Plumeria acutifolia Poir. in Lamarck, Encycl., Suppl. 2: 667 (1812).
- Plumeria mollis Kunth in F.W.H.von Humboldt, A.J.A.Bonpland & C.S.Kunth, Nov. Gen. Sp. 3: 230 (1819).
- Plumeria mexicana Lodd., Bot. Cab. 11: t. 1024 (1825).
- Plumeria conspicua G.Don in J.C.Loudon, Hort. Brit.: 68 (1830).
- Plumeria lambertiana Lindl., Edwards's Bot. Reg. 16: t. 1378 (1830).
- Plumeria kunthiana Kostel., Allg. Med.-Pharm. Fl. 3: 1067 (1834).
- Plumeria arborescens G.Don, Gen. Hist. 4: 93 (1837).
- Plumeria aurantia Lodd. ex G.Don, Gen. Hist. 4: 94 (1837).
- Plumeria blandfordiana Lodd. ex G.Don, Gen. Hist. 4: 94 (1837).
- Plumeria gouanii D.Don ex G.Don., Gen. Hist. 4: 94 (1837).
- Plumeria kerrii G.Don, Gen. Hist. 4: 93 (1837).
- Plumeria macrophylla Lodd. ex G.Don, Gen. Hist. 4: 94 (1837).
- Plumeria milleri G.Don, Gen. Hist. 4: 93 (1837).
- Plumeria northiana Lodd. ex G.Don, Gen. Hist. 4: 94 (1837).
- Plumeria tenuifolia Lodd. ex G.Don, Gen. Hist. 4: 94 (1837).
- Plumeria aurantiaca Steud., Nomencl. Bot., ed. 2, 2: 357 (1841).
- Plumeria angustifolia A.DC. in A.P.de Candolle, Prodr. 8: 394 (1844).
- Plumeria megaphylla A.DC. in A.P.de Candolle, Prodr. 8: 391 (1844).
- Plumeria aurantia Endl. in A.Hartinger, Parad. Vindob.: t. 50 (1846).
- Plumeria jamesonii Hook., Bot. Mag. 79: t. 4751 (1853).
- Plumeria loranthifolia Müll.Arg. in C.F.P.von Martius & auct. suc. (eds.), Fl. Bras. 6(1): 42 (1860).[8]

## Nombres comunes
- En varias regiones esta planta se conoce como alhelí, alhelí cimarrón, franchipán, o suche.[9] En Venezuela recibe el nombre de amapola o atapaima.[10]
- En México se llama cacalosúchil, flor de mayo,  cacahoaxochitl, cacaloxochil o flor del cuervo.[11]
- En Zapoteco del Istmo se llama en general guiee chachi, mientras la variedad 'acutifolia' recibe el nombre guiee xhuba.
- En lenguas mixtecas, el árbol se llama yutnu ita xikui (o sus cognados en las diversas variedades lingüísticas), denominación que significa "árbol de la flor de leche"; la flor recibe el nombre de ita xikui.
- En Nicaragua se conoce con el nombre de sacuanjoche y es oficialmente uno de los símbolos nacionales del país.[12]
- En Paraguay se conoce como laurel-mango o jazmin magno.
- En el oriente de Bolivia se conoce mayormente como suchi, variante de la antedicha designación suche, de distribución más amplia.
- En Barranquilla - Colombia se le conoce como florón.
- En Guatemala, se le conoce como flor de la cruz, flor de mayo; palo de cruz; cumpap (Jacaltenango) ; nicte de monte; matuhua (Petén).

## El sacuanjoche en la cultura nicaragüense
- El sacuanjoche apareció en el lado izquierdo del reverso de los billetes de 100 córdobas (la moneda de Nicaragua), serie C de 1972, al igual que en los billetes de las series E y F de 1979 y 1984 respectivamente. En el anverso de los billetes de las tres series aparece la efigie del general José Dolores Estrada Vado vencedor de los filibusteros estadounidenses, de William Walker, en la Batalla de San Jacinto el 14 de septiembre de 1856.[13][14][15][16][17]
- En 1990 volvió a aparecer en el reverso de los billetes de 1, 5, 10 y 25 centavos (de tamaño pequeño) y ½ córdoba (de tamaño grande). En el reverso de esta última denominación aparecía al lado derecho del elemento central 0.50 córdoba, debajo del cual está la frase “El trabajo es tu digno laurel”, sacada del Himno Nacional Salve a ti, del poeta Salomón Ibarra Mayorga, con su nombre al pie. Al lado izquierdo está el Escudo de Nicaragua. En el anverso aparece la efigie del conquistador español Francisco Hernández de Córdoba, fundador de las ciudades de León y Granada en 1524.[18][19][20][21][22][23]